# 焦裕禄烈士墓
焦裕禄烈士墓，是一座位於河南省开封市兰考县的全国重点文物保护单位。焦裕祿生前曾任河南開封市蘭考縣的縣委書記，死後被批准为革命烈士；他起初葬於鄭州市烈士公墓，後來遂其遺願遷葬到現址，其墓是焦裕祿烈士陵園的一部分。後來，不少中華人民共和國高層領導人、中國共產黨黨員幹部到訪了焦裕祿烈士陵園；截至2003年4月，焦裕祿烈士墓共接待了超過500萬人次的訪客。2003年4月，焦裕祿烈士墓被增補列入第五批全國重點文物保護單位。

## 歷史
焦裕禄是河南开封市兰考县的县委书记，在1964年5月14日病逝於郑州，死後受到中國共產黨的讚揚，被河南省人民政府批准為革命烈士。他死前留下遗言，指自己未能把兰考县的沙丘治理好，希望自己的遺體能运回兰考、埋在沙堆上，看着人們治理好沙丘。但是，由於當時天氣炎熱，他的遺體暫時葬於郑州市烈士公墓，而非運到兰考县安葬。到了翌年的2月26日，中国共产党河南省委员会與河南省人民政府决定按焦裕禄的遗願，将其遗骨迁葬到兰考县城北面黄河故堤的沙丘上。焦裕禄烈士墓是焦裕禄烈士陵园的一部分，陵园內的建築物還有纪念碑和纪念馆。
在1966年開始的文化大革命時期，焦裕禄烈士墓被张钦礼等政客用作懲處反对者的場所。一些爱戴焦裕禄的红卫兵和群众受张钦礼等人指使，把反對张钦礼的前红军軍人、前幹部或知识分子带到焦裕禄墓前毒打，並強迫他们在墓前下跪謝罪。
中华人民共和国领导人毛泽东在焦裕禄烈士墓後方的屏风墙題寫了「为人民而死，虽死犹荣」字句。此外，不少中華人民共和國高層领导人亦曾到訪焦裕禄烈士陵园，當中包括江泽民、胡锦涛、李岚清、温家宝、曾庆红、李长春、罗干、李鹏、朱镕基、李瑞环、乔石、刘华清、習近平等。许多中國共產黨党员和幹部到訪過焦裕禄烈士陵园，瞻仰焦裕禄墓、並献上花圈，有些团体會在墓前举行宣誓仪式；根據陵园管理人員提供的數據，在2014年3月至5月，每天均有逾万人次、逾百团体來訪焦裕禄烈士陵园。截至2003年4月，焦裕禄烈士墓共接待了超過500万人次的訪客。

## 結構
焦裕禄烈士墓佔地16平方米，以汉白玉砌成，长4.95米、宽2.3米、高0.55米；墓的底座為长方形，墓顶為蓋瓦，墓前竖立了一塊大理石墓碑。墓的北面有一堵高七米的屏风墙，上面鑲嵌了毛泽东题写的「为人民而死，虽死犹荣」。

## 保護
自1966年建成以來，焦裕禄烈士墓分別在1968年和1974年進行了重修工程。焦裕禄烈士墓在1992年列入全国重点烈士纪念建筑物保护单位，1997年成為全国爱国主义教育基地之一，並在2000年列為河南省文物保护单位；2003年4月，焦裕禄烈士墓被增补列入第五批全国重点文物保护单位。